# مطار غوستافو روجاس بينيلا الدولي
مطار غوستافو روجاس بينيلا الدولي (بالإنجليزية: Gustavo Rojas Pinilla International Airport)‏ (إياتا: ADZ, إيكاو: SKSP) هو المطار الرئيسي في أرخبيل سان أندريس، بروفيدنسيا وسانتا كاتالينا. وهو قادر على استقبال طائرات كبيرة واستيعاب الرحلات الموسمية والمستأجرة من أجزاء مختلفة من الأمريكتين وأوروبا.
سمي المطار على اسم الجنرال جوستافو روخاس بينيلا (1900-1975)، الرئيس السابق لكولومبيا، الذي أمر ببناء المطار في منتصف الخمسينيات من القرن الماضي لربط جزيرة الكاريبي بالأراضي القارية لكولومبيا. الاسم الأصلي للمطار كان Sesquicentenario Airport.

## الخطوط الجوية والوجهات

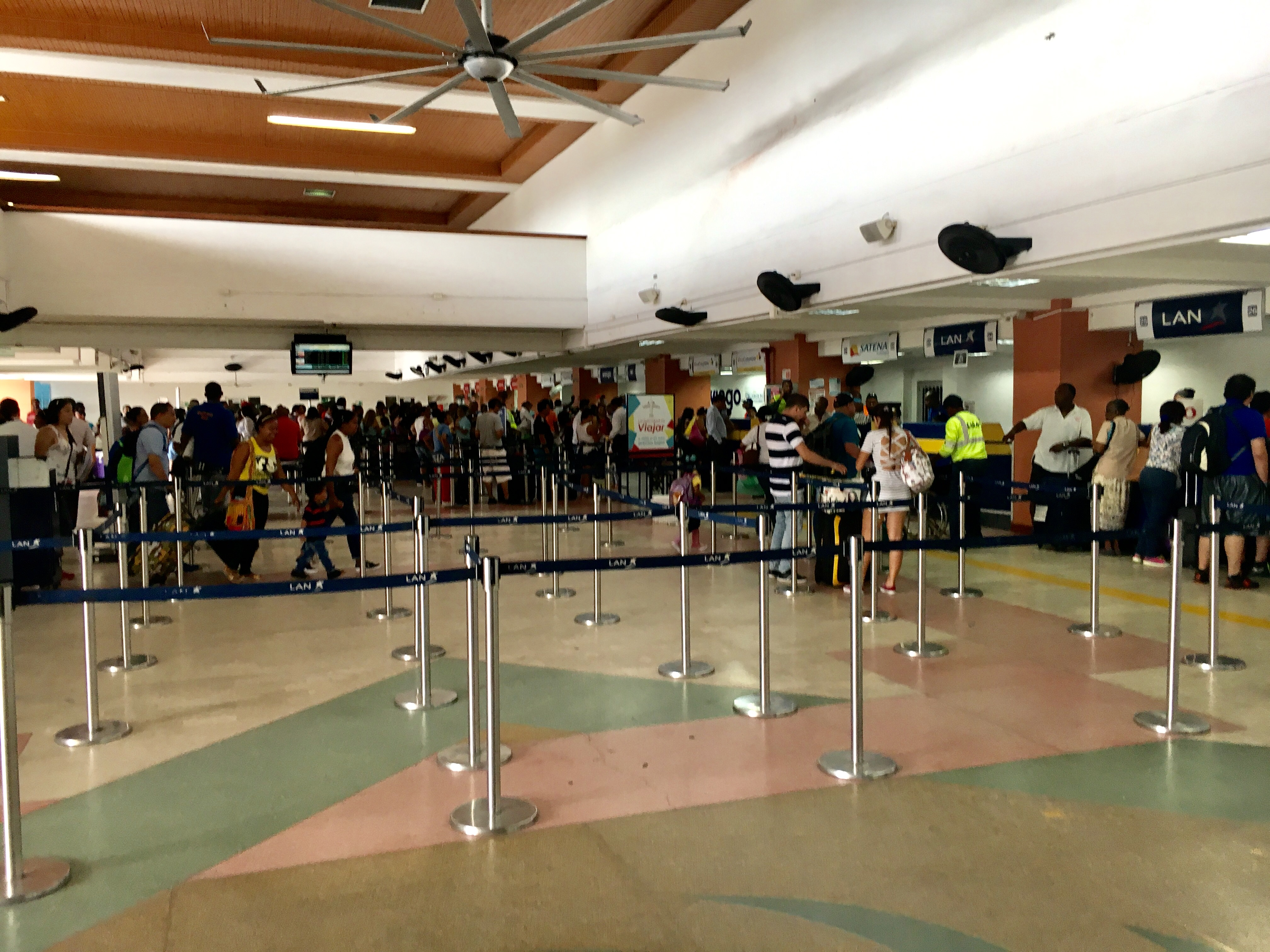
تسجيل الوصول وصالة التذاكر في مطار سان أندريس غوستافو روخاس بينيلا الدولي (ADZ)

| شركـات طيـران     | الوجهات                                                                            |
| ----------------- | ---------------------------------------------------------------------------------- |
| أفيانكا           | مطار إلدورادو الدولي، Cali (تبدأ في 2 يونيو 2023)، مطار خوسية ماريا كوردوفا الدولي |
| خطوط كوبا الجوية  | مطار توكومين الدولي                                                                |
| لاتام كولومبيا    | مطار إلدورادو الدولي، Cali، Cartagena، مطار خوسية ماريا كوردوفا الدولي             |
| SATENA            | Providencia                                                                        |
| وينغو (خطوط جوية) | Barranquilla، Cali، Cartagena                                                      |

## روابط خارجية
- OpenStreetMap - San Andrés
- OurAirports - San Andrés
- SkyVector - San Andrés
- تاريخ الحوادث لـ (ADZ) على شبكة سلامة الطيران.
- حالة الطقس في مطار غوستافو روجاس بينيلا الدولي.
- Airport information for SKSP at World Aero Data. Data current as of October 2006.